# Repo Men
Repo Men è un film del 2010 diretto da Miguel Sapochnik, basato sul romanzo The Repossession Mambo di Eric Garcia, che ha anche collaborato alla sceneggiatura del film.
Il film è uscito negli Stati Uniti il 19 marzo 2010. In Italia è stato distribuito direttamente in home-video dal 15 dicembre 2010 su etichetta Universal Pictures Italia.

## Trama
In un futuro prossimo, ogni persona ha la possibilità di acquistare organi artificiali, pagandoli a rate. Ma se i pagamenti non verranno effettuati, gli organi, a volte vitali, dovranno essere restituiti, anche in maniere poco ortodosse. Remy è un "recuperatore", ovvero è incaricato dalla Union, la multinazionale venditrice di organi, di recuperare sul campo gli organi dei clienti insolventi. È sposato ed ha un figlio, di nome Peter. Il matrimonio però è in crisi perché alla moglie non piace il lavoro del marito e lo vorrebbe più presente in casa per l'educazione del figlio.
Durante un lavoro di recupero, Remy subisce un incidente utilizzando il defibrillatore e cade a terra privo di conoscenza. Si risveglia in un ospedale, scoprendo di essere appena uscito dal coma e di aver la necessità di un trapianto di cuore, poiché il suo si è danneggiato irrimediabilmente durante l'incidente. È quindi costretto ad accettare un cuore artificiale e a pagarne l'altissimo costo, trovandosi così dalla stessa parte delle persone che lui uccideva per recuperare organi. Da allora, Remy non riesce più a svolgere il lavoro di recuperatore come prima, avendo una sorta di blocco, o di rimorso per ciò che fa. Viene spostato nel settore vendite, ma anche qui ha molte difficoltà. Anche il matrimonio va in crisi, sua moglie non vuole più vederlo. Finisce così per rimanere in arretrato col pagamento del cuore artificiale, diventando egli stesso un pagatore insolvente e quindi soggetto al recupero del suo cuore da parte di uno dei suoi colleghi.
Come ultima possibilità si reca in una zona semidisabitata della città, dove si nascondono tutti quelli con organi soggetti a recupero, nel tentativo di recuperarli e fare soldi, ma nemmeno questa volta riesce a trovare il coraggio di espiantarli. Qui però incontra una ragazza già conosciuta in precedenza, Beth, di cui in seguito si innamora, ricambiato. La condizione della ragazza è anche peggiore della sua, dato che è in arretrato di pagamento di quasi tutti gli organi interni. I due, raggiunti da un primo "recuperatore" che viene eliminato, decidono di emigrare, ma dopo varie peripezie, Remy si trova a dover affrontare in uno scontro feroce il suo amico ed ex collega Jake. In questa occasione, scopre che quest'ultimo aveva invertito volontariamente i fili del defibrillatore con il quale Remy ha avuto l'incidente. Dopo aver apparentemente avuto la meglio sul suo collega, Remy capisce di non poter scappare per sempre e che l'unica maniera per uscirne vivo è cancellare i dati del suo cuore artificiale dalla memoria centrale della Union. Con la ragazza al seguito, entra nella sede e, dopo una strenua battaglia con gli altri recuperatori, riesce a penetrare nella stanza del computer centrale; aiutato infine anche da Jake, distrugge il computer e cancella i dati di tutte le persone che hanno un organo artificiale. I tre, ormai in salvo, si ritrovano su una spiaggia assolata a godersi il sole e il successo di un libro scritto da Remy durante il periodo di latitanza.
A quel punto, però, si scopre che nel precedente scontro tra Jake e Remy, questo era in realtà stato ferito alla testa, riportando una grave lesione cerebrale. Tutto quello che è successo da quel punto in poi è solo un sogno elettronico creato dall'ennesimo organo artificiale, che provvede a innestare una realtà fittizia nella mente dei pazienti con gravi danni neurologici, in modo che possano passare il resto dei loro giorni in un'illusione di felicità. Trasportato su una barella, con sguardo vitreo, Remy viene portato via da una squadra della Union.

## Produzione

### Sviluppo
A giugno del 2007 Jude Law e Forest Whitaker sono entrati nel cast. La produzione del film, intitolato Repossession Mambo, è iniziato nel settembre dello stesso anno. Il budget del film è stato di 32 milioni di dollari.

### Riprese
La lavorazione si è tenuta a Toronto, e nella Greater Toronto Area in Ontario.
Le coreografie dei combattimenti sono state supervisionate da Hiro Koda e Jeff Imada. Whitaker, che aveva studiato a lungo arti marziali filippine come il Kali con Dan Inosanto, ha curato personalmente la coreografia dei combattimenti all'arma bianca riguardanti il suo personaggio.

## Colonna sonora
La colonna sonora del film è stata composta da Marco Beltrami, che l'ha arrangiata aiutato dall'Hollywood Studio Symphony al Newman Scoring Stage della 20th Century Fox.

## Distribuzione
Repo Men è stato distribuito in Canada e negli Stati Uniti il 19 marzo 2010, anticipando la precedente data di uscita prevista per il 4 aprile.

### Edizione Home Video
Negli Stati Uniti, il film è stato distribuito in versione non censurata in DVD e Blu-Ray il 27 luglio 2010.

## Accoglienza

### Incassi
Repo Men ha esordito in quarta posizione durante il suo weekend di apertura in Nord America, guadagnando oltre 6 milioni di dollari. Globalmente ha incassato quasi 18 milioni, 13 in Nord America e 4 in altri territori, non riuscendo a coprire il suo costo di produzione.
Secondo Parade Magazine è il settimo peggior flop dell'anno.

### Critica
Repo Men ha ricevuto prevalentemente recensioni negative. Sull'aggregatore di recensioni online Rotten Tomatoes detiene una percentuale di un 22% di giudizi positivi, basata su 153 recensioni, con una media di 4.4 su 10. Sul sito Metacritic ha un punteggio di 32 su 100, basato sulle recensioni di 31 critici.

## Altri media
Per promuovere il film è stato realizzato un motion comic della durata di sette minuti, pubblicato su Apple.com il 15 marzo 2010.